# Tecnologías de la información y la comunicación

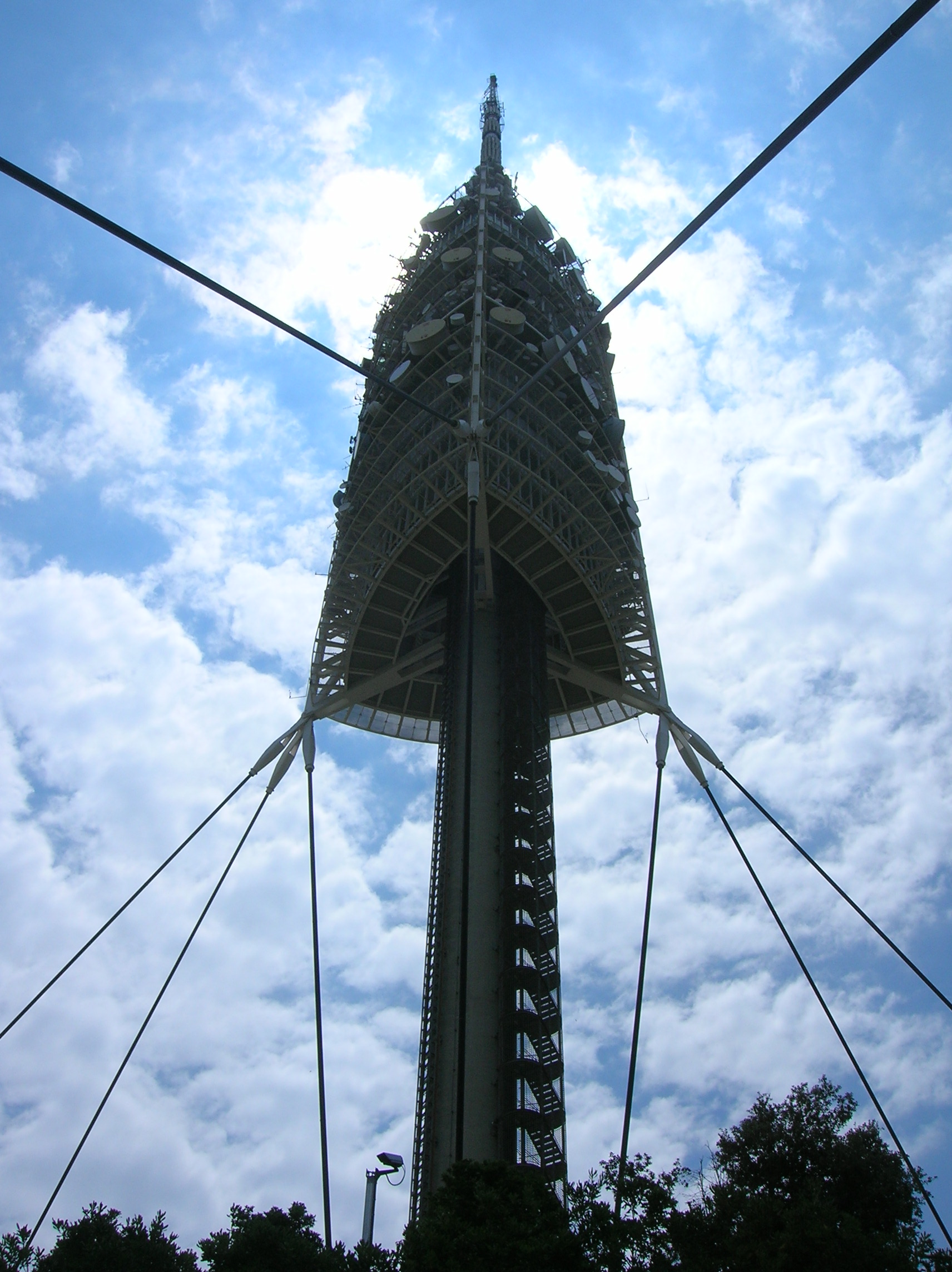
Torre de telecomunicaciones de Collserola (Barcelona).

Tecnologías de la información y las comunicaciones (TIC) es un término extensivo para la tecnología de la información (TI) que enfatiza el papel de las comunicaciones unificadas, la integración de las telecomunicaciones (líneas telefónicas y señales inalámbricas) y las computadoras, así como el software necesario, el middleware, almacenamiento, sistemas audiovisuales y producción audiovisual, que permiten a los usuarios acceder, almacenar, transmitir y manipular información.
El término TIC también se usa para referirse a la convergencia de redes audiovisuales y telefónicas con redes informáticas a través de un único sistema de cableado u enlace. Existen grandes incentivos económicos para fusionar la red telefónica con el sistema de red informática utilizando un único sistema unificado de cableado, distribución de señales y gestión. TIC es un término general que incluye cualquier dispositivo de comunicación, que abarca radio, televisión, teléfonos celulares, computadoras y hardware de red, sistemas satelitales, etc., así como los diversos servicios y dispositivos con ellos, tales como videoconferencias y aprendizaje a distancia.
Las TIC son un tema amplio y los conceptos están evolucionando. Cubre cualquier producto que almacene, recupere, manipule, transmita o reciba información electrónicamente en forma digital (por ejemplo, computadoras personales, televisión digital, correo electrónico o robots). El marco global de habilidades y competencias para un mundo digital es uno de los muchos modelos para describir y gestionar las habilidades de los profesionales de las TIC en el siglo XXI.

## Historia
Se puede considerar que las tecnologías de la información y la comunicación (TIC) son un concepto dinámico. El término TIC es más apropiado y ha reemplazado a la expresión "nuevas tecnologías" que se usaba popularmente para referirse a algunas de estas tecnologías. Por ejemplo, a fines del siglo XIX, el teléfono podría considerarse una nueva tecnología según las definiciones actuales. Lo mismo podría aplicarse a la televisión cuando apareció y se hizo popular en la década de 1950. Hoy en día, estas tecnologías se incluirían en la lista de las TIC, pero es probable que las computadoras ya no puedan ser consideradas nuevas tecnologías. El teléfono, la televisión y la computadora se consideran parte de las TIC, ya que son tecnologías a través de las cuales se produce comunicación e intercambio de información en el mundo actual.
Después de la invención de la escritura, los primeros pasos hacia una sociedad de la información se marcaron con el telégrafo eléctrico, seguido por el teléfono, la radiotelefonía, la televisión e Internet.
Internet surgió como parte de la Red de la Agencia de Proyectos de Investigación Avanzada (ARPANET), creada por el Departamento de Defensa de Estados Unidos, y fue diseñada para conectar diferentes organismos en el país.
Posteriormente se desarrollaron el correo electrónico, los servicios de mensajería y las páginas web. A mediados de la década de 1990, en una etapa en la que ya había dejado de ser un proyecto militar, se abrió al público en general y así surgió lo que conocemos como Internet, ganando una gran popularidad en el ámbito de las tecnologías de la información y la comunicación (TIC).
La convergencia de la informática y las telecomunicaciones, en la última década del siglo XX, se ha beneficiado de la reducción de componentes, lo que ha permitido producir dispositivos "multifuncionales" a precios accesibles desde el año 2000. La telefonía móvil y el GPS han asociado la imagen, el texto y la palabra "sin cables". Internet y la televisión son accesibles desde los teléfonos móviles, lo que permite a los consumidores generar contenido multimedia al mismo tiempo.

## Monetización
El dinero gastado en TI en todo el mundo se estimó en 3,8 billones (billones) de dólares en 2017 y ha crecido alrededor del 5% anual desde 2009. La estimación de crecimiento para todas las TIC en 2018 fue del 5 %. El mayor crecimiento, del 16 %, se espera en el área de las nuevas tecnologías TI, es decir, en el Internet de las Cosas (IoT), la Robótica, la realidad aumentada / realidad virtual (AR/VR) y la inteligencia artificial (IA).

El presupuesto de TI del gobierno federal de EE. UU. para 2014 fue de casi 82 mil millones de dólares. Los costos de TI, como porcentaje de los ingresos comerciales, han aumentado un 50% desde 2002, lo que ejerce presión sobre los presupuestos de TI. Al analizar los presupuestos de TI de las empresas actuales, el 75% son costos recurrentes, utilizados para "mantener las luces encendidas" en el departamento de TI, y el 25% son costos de nuevas iniciativas de desarrollo tecnológico.
El presupuesto promedio de TI tiene el siguiente desglose: 
- 34% costos de personal     (interno), 31% después de la corrección
- 16% costos de software (categoría externa/de     compras), 29% después de la corrección
- 33 % de costos de hardware (externo/categoría de     compra), 26 % después de la corrección
- 17% costos de proveedores de     servicios externos (externos/servicios), 14% después de la corrección

La cantidad estimada de dinero que se gastará en 2022 es de poco más de 6 mil millones (billones) de dólares.

## Sector de Tecnología de la Información en el OCDE
A continuación, una lista de los países de la OCDE según el porcentaje del sector informático de las TIC en el valor agregado total (total value added) en 2013.
| Posición | País           | Sector TIC en % | Tamaño relativo |
| -------- | -------------- | --------------- | --------------- |
| 1        | Corea del Sur  | 10.7            | 10.7            |
| 2        | Japón          | 7.02            | 7.02            |
| 3        | Irlanda        | 6.99            | 6.99            |
| 4        | Suecia         | 6.82            | 6.82            |
| 5        | Hungría        | 6.09            | 6.09            |
| 6        | Estados Unidos | 5.89            | 5.89            |
| 7        | India          | 5.87            | 5.87            |
| 8        | Chequia        | 5.74            | 5.74            |
| 9        | Finlandia      | 5.60            | 5.6             |
| 10       | Reino Unido    | 5.53            | 5.53            |
| 11       | Estonia        | 5.33            | 5.33            |
| 12       | Eslovaquia     | 4.87            | 4.87            |
| 13       | Alemania       | 4.84            | 4.84            |
| 14       | Luxemburgo     | 4.54            | 4.54            |
| 15       | Suiza          | 4.63            | 4.63            |
| 16       | Francia        | 4.33            | 4.33            |
| 17       | Eslovenia      | 4.26            | 4.26            |
| 18       | Dinamarca      | 4.06            | 4.06            |
| 19       | España         | 4.00            | 4               |
| 20       | Canadá         | 3.86            | 3.86            |
| 21       | Italia         | 3.72            | 3.72            |
| 22       | Bélgica        | 3.72            | 3.72            |
| 23       | Austria        | 3.56            | 3.56            |
| 24       | Portugal       | 3.43            | 3.43            |
| 25       | Polonia        | 3.33            | 3.33            |
| 26       | Noruega        | 3.32            | 3.32            |
| 27       | Grecia         | 3.31            | 3.31            |
| 28       | Islandia       | 2.87            | 2.87            |
| 29       | México         | 2.77            | 2.77            |
| 31       | Bangladés      | 2.61            | 2.61            |

## Redes

### Telefonía fija
El teléfono es un dispositivo de telecomunicación creado para transmitir señales acústicas a larga distancia por medio de señales eléctricas. Fue inventado por el italiano Antonio Meucci, quien en 1854 construyó su primer prototipo, aunque no formalizó su patente por dificultades económicas, presentando solo una breve descripción de su invento en la Oficina de Patentes de Estados Unidos en el año de 1871.
Años después, en 1876, el escocés Alexander Graham Bell fue el primero en patentarlo formalmente, y durante muchos años, junto a Elisha Gray, fueron considerados los inventores del teléfono.

### Banda ancha
En telecomunicaciones, se conoce como banda ancha a cualquier tipo de red con elevada capacidad para transportar información que incide en la velocidad de transmisión de esta. Así entonces, es la transmisión de datos simétricos por la cual se envían simultáneamente varias piezas de información, con el objeto de incrementar la velocidad de transmisión efectiva. En ingeniería de red de computadoras este término se utiliza también para los métodos en donde dos o más señales comparten un medio de transmisión. Así se utilizan dos o más canales de datos simultáneos en una única conexión, lo que se denomina multiplexación (ver sección más abajo).
Algunas de las variantes de los servicios de fibra hasta la casa (Fiber To The Home) son de banda ancha. Los routers que operan con velocidades mayores a 100 Mbps también son banda ancha, pues obtienen velocidades de transmisión simétricas.
La Banda Ancha Móvil (BAM), también conocida como ADSM (por ADSL móvil), es un servicio de Internet Móvil con banda ancha.

### Redes de televisión

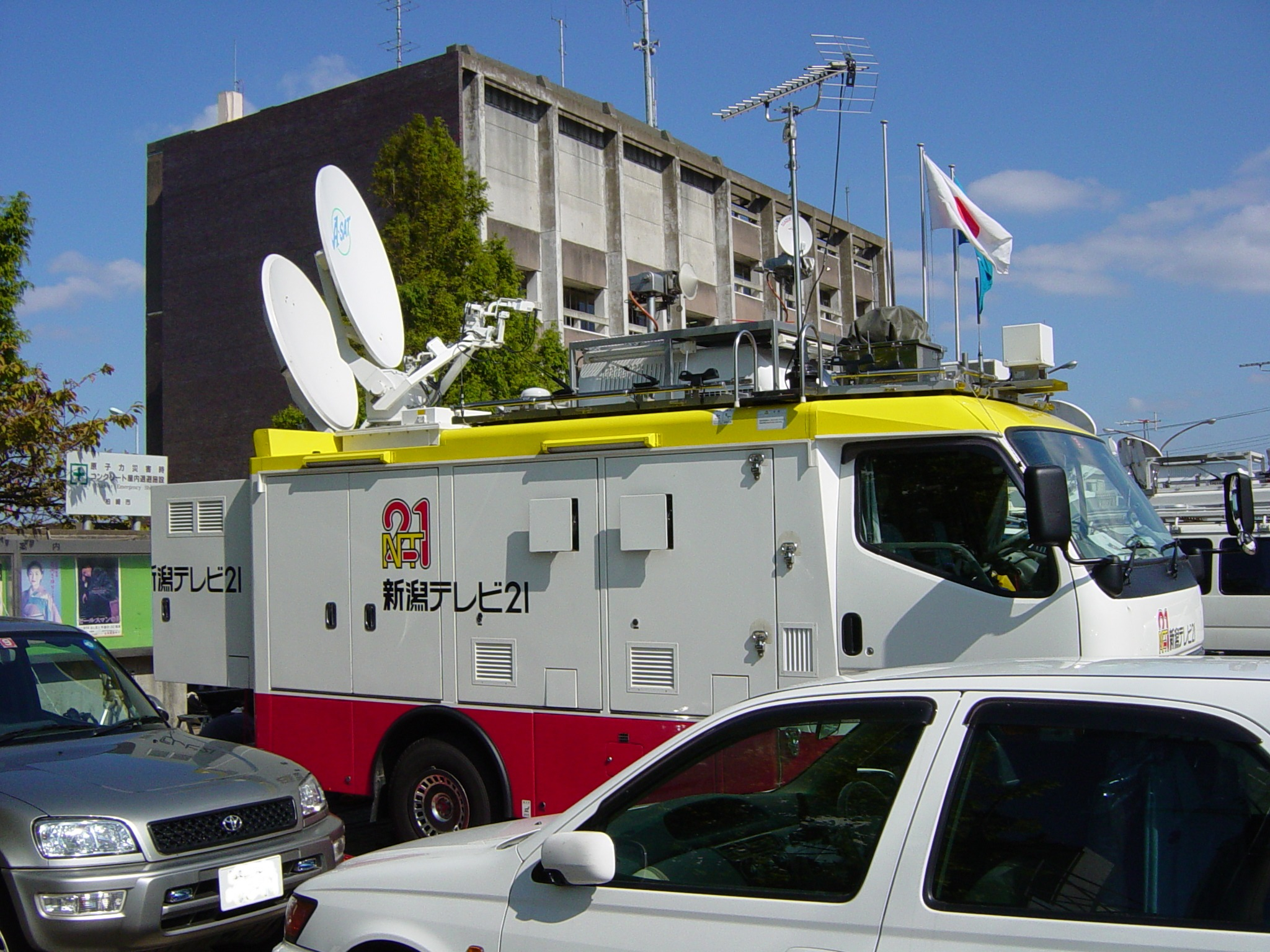
Unidad móvil de una TV japonesa.

Actualmente hay cuatro tecnologías para la distribución de contenidos de televisión, incluyendo las versiones analógicas y las digitales:
- La televisión terrestre, que es el método tradicional de transmitir la señal de difusión de televisión, en forma de ondas de radio transmitida por el espacio abierto. Este apartado incluiría la TDT.
- La televisión por satélite, consistente en retransmitir desde un satélite de comunicaciones una señal de televisión emitida desde un punto de la Tierra, de forma que esta pueda llegar a otras partes del planeta.
- La televisión por cable, en la que se transmiten señales de radiofrecuencia a través de fibras ópticas o cables coaxiales.
- La televisión por Internet traduce los contenidos en un formato que puede ser transportado por redes IP, por eso también es conocida como Televisión IP.

## Dispositivos
Los terminales actúan como punto de acceso de los ciudadanos a la sociedad de la información y, por eso, son de suma importancia y constituyen uno de los elementos que más han evolucionado y continúan evolucionando. La continua aparición de terminales ha permitido aprovechar la digitalización de la información y la creciente disponibilidad de infraestructuras para el intercambio de esta información digital. Diversas novedades tecnológicas han contribuido a este avance, creando un entorno propicio. Es importante destacar que la innovación en terminales va de la mano con la innovación en servicios, ya que el terminal suele ser el elemento que limita el acceso.
Además, otro hecho fundamental ha sido la reducción de costos de los televisores con tecnología plasma y de cristal líquido, gracias a mejoras en los procesos de fabricación y a la fuerte competencia en este segmento del mercado. Desde el punto de vista de la tecnología, cabe resaltar la gran madurez que ha alcanzado la tecnología OLED, lo que la convierte en una competidora de las tecnologías de plasma o TFT. Esta renovación hacia nuevos tipos de terminales es importante, dado que la televisión es el único dispositivo presente en todos los hogares y tiene un alto potencial para ofrecer servicios de la sociedad de la información.

### Ordenador personal
Una computadora personal, computador personal u ordenador, conocida como PC (siglas en inglés de Personal Computer), es un tipo de microcomputadora diseñada en principio para ser utilizada por una sola persona. Habitualmente, la sigla PC se refiere a las computadoras IBM PC compatibles. Una computadora personal es generalmente de tamaño medio y es usada por un solo usuario (aunque hay sistemas operativos que permiten varios usuarios simultáneamente, lo que es conocido como multiusuario). Suele denominarse ordenador de sobremesa, debido a su posición estática e imposibilidad de transporte a diferencia de un ordenador portátil.
Una computadora personal suele estar equipada para cumplir tareas comunes de la informática moderna, es decir, permite navegar por Internet, estudiar, escribir textos y realizar otros  trabajos de oficina o educativos, como editar textos y bases de datos, además de actividades de ocio, como escuchar música, ver videos, jugar, etc.

### Teléfono inteligente
El teléfono inteligente (calco del inglés smartphone) es un dispositivo móvil que combina las funciones de un teléfono móvil y de un PDA. Estos dispositivos funcionan sobre una plataforma informática móvil, con mayor capacidad de almacenar y capaz de realizar tareas simultáneamente, tareas que realiza una computadora, y con una mayor conectividad que un teléfono convencional. Debido a ello, estos teléfonos reciben el nombre de «inteligente», que se utiliza más bien con fines comerciales para distinguir de los teléfonos móviles o celulares básicos. El antecedente más cercano de estos dispositivos son los PDA.
Por otra parte, los teléfonos inteligentes modernos tienen sus orígenes a fines de la década de los 2000 y se popularizaron rápidamente en el transcurso de la década de 2010. A principios de 2013 los teléfonos inteligentes superan en venta a los teléfonos celulares básicos/convencionales, revolucionando para siempre la telefonía móvil/celular desde entonces. Los sistemas operativos móviles más utilizados al 2021 son Android e iOS y las marcas más populares son Xiaomi, Samsung, Apple, Huawei, Oppo, Realme, Motorola y Vivo. Una de las principales características de estos teléfonos es la pantalla táctil capacitiva, que reemplaza a los botones y a la pantalla visual pequeña de los teléfonos anteriores. Entre otros rasgos comunes está la función multitarea, el soporte completo al correo electrónico, el acceso Internet vía Wifi o redes LTE, 2G, 3G, 4G, 5G; funciones multimedia (cámara y reproductor de audio/vídeo con sonido HD), programas de agenda, administración de contactos, acelerómetro, Bluetooth, GPS y algunos programas de navegación, así como ocasionalmente la capacidad de leer documentos en variedad de formatos como PDF, HTML, TXT y documentos ofimáticos.

### Televisión inteligente
La televisión inteligente (en inglés: Smart TV) es la integración de internet y de las características web 2.0 a la televisión digital y al decodificador de televisión (STB), así como la convergencia tecnológica entre los ordenadores y estos televisores y el STB. Estos dispositivos se centran en los medios interactivos en línea, en la televisión por Internet y en otros servicios como el video bajo demanda.
La tecnología de los televisores inteligentes no se resume solo a un aparato para ver televisión, también incluye otros dispositivos como soundbar, home cinema, centro multimedia, Smart TV Box, Android TV Box, TV Stick, decodificador de televisión (llamadas smart set-top-boxes), grabadores de video digital, reproductores blu-ray, consolas de videojuegos (PlayStation, Nintendo, Xbox), smartglasses, entre otros. Estos dispositivos permiten a los espectadores buscar, encontrar y reproducir vídeos, películas, fotografías y otros contenidos en línea, en un canal de televisión por cable, en un canal de televisión por satélite o almacenado en una memoria USB o disco duro local. Y muchos de ellos permiten grabar, por lo que la TV con estas características se está convirtiendo en estándar. Existen televisores inteligentes con diseño ultrafino, curvo, marco, sin bordes, flexible, enrollable, giratorio o transparente, de diferentes tamaños en pulgadas.
Es un concepto paralelo al de teléfono inteligente, en lo referente a la integración de Internet, widgets o gadgets web y aplicaciones de software en los teléfonos móviles, de donde proviene el nombre.
Algunas de las características de los llamados televisores inteligentes ya formaban parte de algunos televisores y de las set-top boxes desde 2005 como el Infomir MAG, Engel TV Box, Homatics Box R, Youin You Box, Dynalink TV Box, Mecool TV Stick, Steren TV Stick, MiraScreen, AnyCast, Wecast y AirCast. Los televisores inteligentes se empezaron a comercializar a finales del 2010 bajo este nombre, antes eran conocidos como Internet TV.

### Consolas de juegos
Una videoconsola, o simplemente una consola, es un sistema electrónico de entretenimiento que ejecuta videojuegos contenidos en cartuchos, discos ópticos, discos magnéticos, tarjetas de memoria o en cualquier dispositivo de almacenamiento.
Los primeros sistemas de videoconsolas fueron diseñados únicamente para jugar videojuegos pero a partir de la quinta generación de videoconsolas han sido incorporadas características importantes de multimedia, internet, tiendas virtuales y servicio en línea como: Nintendo Switch Online, PlayStation Network, y Xbox Network.
Una videoconsola es un pequeño sistema electrónico que está diseñado para ejecutar principalmente juegos desarrollados en una computadora o servidor. Al igual que las computadoras, pueden adoptar diferentes formas y tamaños; de este modo, pueden ser de sobremesa, es decir, requieren ser conectadas a un televisor para la visualización del videojuego, y a la red eléctrica para su alimentación, en la cual suelen consumir 12 voltios, o bien el dispositivo electrónico videoconsola portátil, que cuenta con una pantalla de visualización integrada y una fuente de alimentación propia (baterías o pilas).

### Internet de las cosas
El internet de las cosas (IdC) describe objetos físicos (o grupos de estos) con sensores, capacidad de procesamiento, software y otras que se conectan e intercambian datos con otros dispositivos y sistemas a través de internet u otras redes de comunicación. El Internet de las cosas se ha considerado un término erróneo porque los dispositivos no necesitan estar conectados a la Internet pública. Sólo necesitan estar conectadas a una red y ser direccionables individualmente.
Este campo ha evolucionado gracias a la convergencia de múltiples tecnologías, como la informática ubicua, los sensores, los sistemas integrados cada vez más potentes y el aprendizaje automático. Los campos tradicionales de los sistemas embebidos, las redes de sensores inalámbricos, los sistemas de control y la automatización (incluida la domótica y la inmótica) hacen posible, de forma independiente y colectiva, el Internet de las cosas. En el mercado de consumo, la tecnología del IdC es más sinónimo de productos sobre el concepto de «hogar inteligente», que incluye dispositivos y aparatos (dispositivos de iluminación, termostatos, sistemas de seguridad del hogar, cámaras y otros electrodomésticos) que soportan uno o más ecosistemas comunes. Puede controlarse a través de dispositivos asociados a ese ecosistema, como los móviles y altavoces inteligentes. El IdC también se utiliza en los sistemas sanitarios.
Hay muchas preocupaciones sobre los riesgos en el crecimiento de las tecnologías y productos del IdC, especialmente en lo que respecta a la privacidad y la seguridad. En consecuencia, la industria y los gobiernos han comenzado a tomar medidas para hacer frente a estas preocupaciones, incluyendo el desarrollo de normas internacionales y locales, directrices y marcos regulatorios.

## Servicios
Las tecnologías están siendo influenciadas por la evolución y la forma de acceder a los contenidos, servicios y aplicaciones a medida que la banda ancha se expande y los usuarios se adaptan. Estos cambios en los servicios se van produciendo.
En sus inicios, debido a limitaciones técnicas, los primeros servicios se centraban en la difusión de información estática. También se introdujeron herramientas nuevas y exclusivas de esta tecnología, como el correo electrónico o los buscadores. Con la popularización de la banda ancha y la conectividad móvil, empresas y entidades comenzaron a utilizar las TIC como un nuevo canal de difusión de productos y servicios, brindando a los usuarios la posibilidad de acceder de manera ubicua.

### Correo electrónico
El correo electrónico —también llamado simplemente correo— (en inglés: electronic mail, normalmente abreviado e-mail o email), o mensajería electrónica, es un servicio de red que permite a los usuarios enviar y recibir mensajes (también denominados mensajes electrónicos o cartas digitales) mediante redes de comunicación electrónica.
La locución «correo electrónico» proviene de la analogía con el correo postal: ambos sirven para enviar y recibir mensajes, y se utilizan «buzones» intermedios (servidores de correo). Por medio del correo electrónico se puede enviar no solamente texto, sino todo tipo de archivos digitales, si bien suelen existir limitaciones al tamaño de los archivos adjuntos.

### Búsqueda de información
Un motor de búsqueda o buscador es un sistema informático que busca archivos almacenados en servidores web gracias a su araña web. Un ejemplo son los buscadores de Internet (algunos buscan únicamente en la web, pero otros lo hacen además en noticias, servicios como Gopher, FTP, etc.) cuando se pide información sobre algún tema. Las búsquedas se hacen con palabras clave o con árboles jerárquicos por temas; el resultado de la búsqueda «Página de resultados del buscador» es un listado de direcciones web en los que se mencionan temas relacionados con las palabras clave buscadas.

### Transmisión de contenidos
El streaming (AFI: [(e)sˈtɾimiŋ]) es la distribución digital de contenido multimedia a través de una red de computadoras, de manera que el usuario utiliza el producto a la vez que se descarga. Consiste de una corriente continua de audio o video que fluye sin interrupción.
Este tipo de tecnología funciona mediante un búfer de datos que va almacenando el flujo de descarga en la estación del usuario para mostrarle de inmediato el material descargado. Esto se contrapone al mecanismo de descarga de archivos, que requiere que el usuario descargue los archivos por completo para poder acceder al contenido.

### Servicios de red social
Un servicio de red social (en inglés: social networking service), también conocido como medio social o simplemente como red social, es una plataforma digital que permite establecer contacto con otras personas por medio de un sitio web u otra aplicación informática. Está conformado por un conjunto de equipos, servidores, programas, conductores, transmisores, receptores, y sobre todo por personas que comparten alguna relación, principalmente de amistad y mantienen intereses y actividades en común o se encuentran interesados en explorar los intereses y las actividades de otros usuarios.
Generalmente, las redes sociales se usan para la comunicación con personas sin importar el país de donde sean y sin las limitaciones convencionales del correo electrónico o las llamadas telefónicas y videoconferencias, en los cuales aunque existen servicios que permiten conversaciones grupales, no otorgan el tiempo, el espacio o determinadas herramientas que disponen los servicios de redes sociales.

## Áreas de aplicación
El uso de las TIC está en constante evolución y expansión. Desde la agricultura de precisión y la gestión del bosque a la monitorización global del medio ambiente planetario o de la biodiversidad, a la democracia participativa (TIC al servicio del desarrollo sostenible) pasando por la educación, el comercio, la telemedicina, la información, la gestión de múltiples bases de datos, las  transacciones mediante medios electrónicos tales como el intercambio electrónico de datos, la robótica y los usos militares, sin olvidar la ayuda a las personas discapacitadas (por ejemplo, personas ciegas que usan sintetizadores vocales avanzados), las TIC tienden a ocupar un lugar creciente en la vida humana y el funcionamiento de las sociedades.

### E-sanidad
ESalud o e-Salud alude a la práctica de cuidados sanitarios apoyada en tecnologías de la información y las comunicaciones (TIC) para la atención de salud, la vigilancia y la documentación sanitaria así como la educación los conocimientos y las investigaciones en materia de salud. Se discute la simultaneidad del término con el de cuidados sanitarios informatizados o telemedicina. Sin embargo más que solaparse, estas modalidades se complementan correspondiendo a la eSalud una amplia variedad de servicios situados entre la medicina y los cuidados sanitarios tecnológicamente asistidos. La eSalud es un avance revolucionario para los profesionales de la salud, mediante la TICs mejor la calidez humana entre el paciente-doctor, buscando mejores procedimientos en el entorno pre-hospitalario y hospitalario.

### Educación
El término educación expandida se refiere a una modalidad educativa que combina elementos propios de la educación formal, la enseñanza informal y el uso de las nuevas tecnologías de manera que apuesta por un aprendizaje permanente.Internet permite que la información se pueda extraer y citar de múltiples fuentes, además, las herramientas colaborativas posibilitan que cada persona construya un itinerario formativo a medida, que responda a sus intereses y aptitudes. La premisa sobre la que se basa esta modalidad es que el aprendizaje, la educación, puede generarse en cualquier momento, en cualquier lugar, dentro y fuera de las paredes de las instituciones educativas. El aula ha dejado de ser el espacio exclusivo de distribución y adquisición de conocimientos donde el docente era el poseedor de los saberes que el alumno debía conocer. Internet ha penetrado las paredes escolares y ha invertido la asimetría educativa. La educación no está centrada en las motivaciones del docente de enseñar sino en las motivaciones de los alumnos en aprender. 
Esta modalidad educativa, por tanto, está centrada en la motivación de la persona que aprende, con el apoyo de las tecnologías de la información y la comunicación que, utilizadas con propósitos pedagógicos, permiten que los estudiantes puedan ajustar las propuestas de enseñanza a sus propias necesidades, facilitando el aprendizaje autónomo, la experimentación y la investigación.

### Empresa
- Información, bajada de los costes;
  - Deslocalización de la producción (centros de atención a clientes).
  - Mejor conocimiento del entorno, mejora de la eficacia de las tomas de decisiones.
- A nivel de la estructura de la empresa y de la gestión del personal:
  - Organización menos jerarquizada, repartición sistemática y práctica de la información.
  - Mejor gestión de los recursos humanos.
  - Formas de teletrabajo.
  - Automatización de trabajo.
- A nivel comercial:
  - Extensión del mercado potencial (comercio electrónico).
  - Una bajada de los costes logísticos.
  - Desarrollo de las innovaciones en servicios y respuestas a las necesidades de los consumidores.
  - Mejora de la imagen de marca de la empresa (empresa innovadora).

## Impacto

### Social
El desarrollo de Internet ha significado que la información esté ahora en muchos sitios. Antes la información estaba concentrada, la transmitía la familia, los maestros, los libros. La escuela y la universidad eran los ámbitos que concentraban el conocimiento. Hoy se han roto estas barreras y con Internet hay más acceso a la información. El principal problema es la calidad de esta información. También se ha agilizado el contacto entre personas con fines sociales, culturales, educativos, artísticos y de negocios. No hace falta desplazarse para realizar actividades de este tipo en diferentes ciudades del mundo o para realizar transacciones en cualquier lugar con un clic. Muchas personas tienen su blog o vídeos en YouTube, lo que demuestra que las TIC en cuarenta años —especialmente los últimos diez (2000-2010)— han modificado muchos aspectos de la vida.
En parte, estas nuevas tecnologías son inmateriales, ya que la materia principal es la información; permiten la interconexión y la interactividad; son instantáneas; tienen elevados parámetros de imagen y sonido. Al mismo tiempo las nuevas tecnologías suponen la aparición de nuevos códigos y lenguajes, la especialización progresiva de los contenidos sobre la base de la cuota de pantalla (diferenciándose de la cultura de masas) y dando lugar a la realización de múltiples actividades en poco tiempo.
El advenimiento de Internet y principalmente de la World Wide Web como medio de comunicación de masas y el éxito de los blogs, las wikis o las tecnologías peer-to-peer confieren a las TIC una dimensión social. Gérard Ayache, en La gran confusión, habla de «hiperinformación» para subrayar el impacto antropológico de las nuevas tecnologías. Numerosos internautas consideran Internet como una tecnología de relación.
Esto supone enfrentar a la sociedad a nuevos retos, crear habilidades que contribuyan al desarrollo de un pensamiento crítico en la búsqueda y análisis de información. De manera que, puedan estar más informados y sean capaces de hacer una reestructuración del conocimiento personal con nuevos códigos de comunicación.

#### Efectos en la opinión pública
Las nuevas tecnologías de la información y la conectividad están influyendo notoriamente en los procesos de creación y cambio de las corrientes de opinión pública. Objetos tan habituales como la televisión, el móvil y el ordenador, además de la radio, están constantemente transmitiendo mensajes, intentando llevar a su terreno a los oyentes, telespectadores o usuarios de estos medios. A través de mensajes de texto, correos electrónicos, blogs, y otros espacios dentro de Internet, las personas se dejan influir sin apenas ser conscientes de ello, afirmando que creen esa versión porque «lo han dicho los medios» o «viene en Internet». Estas son la vía de la verdad para muchos de los ciudadanos, sin saber que en ellos también se miente y manipula. Es por ello que el impacto que las TIC pueden llegar a abarcar sobre la opinión pública depende de muchos factores sociales, así como: la edad, estatus social, nivel de educación y estudios, trabajo, costumbres, etc. Con base en estos factores, las TIC pueden llegar a tener un mayor o menor impacto, pudiendo dirigir la opinión popular según la información que los medios de comunicación que abarcan las TIC, anteriormente mencionados, quieran mostrar y lo que cada uno quiera llegar a creerse.
Aparte, también se forma la opinión pública en función de los intereses de los medios y otros agentes importantes en el ámbito de las TIC. Aquí se encuadran diferentes teorías, entre ellas: la teoría de la espiral del silencio, la teoría del establecimiento de agenda y los filtros burbuja. 
Efectivamente, como menciona numerosos autores como Orlando J. D'Adamo en su obra "Medios de Comunicación y Opinión Pública", los medios son el cuarto poder. A través de ellos se forma y modifica la opinión pública en la era de la electrónica. Las nuevas tecnologías, más allá de democratizar su uso, la divulgación de la cultura, y ofrecer información para que los habitantes del planeta estén informados, tienen la capacidad de adormecer y movilizar grupos sociales por medio de esta comunicación de masas en las que se concretan las diferentes corrientes de opinión a través de personajes mediáticos y bien visibles.

#### Papel en la participación ciudadana
Así como la sociedad y las TIC han evolucionado con el tiempo, también lo ha hecho la manera en la que la sociedad afronta y busca soluciones para los problemas sociales. Las TIC transforman la participación ciudadana al dinamizarla, dotarla de autonomía, de autogestión y de capacidad de reivindicación cívica. Estas tecnologías han facilitado cada vez más el ejercicio de la ciudadanía y el empoderamiento de los ciudadanos, multiplicando el alcance de su participación y permitiéndoles actuar y manifestarse con mayor facilidad y libertad.

### Ambiental
Las TIC tienen un impacto medioambiental muy amplio, desde el proceso de obtención de las materias que se utilizan en su fabricación, pasando por el uso de las mismas, que requiere en algunos casos cantidades desorbitadas de energía y también el desechado. Para poder evaluar mejor el impacto medioambiental, AWS usa 1.7 gigavatios entre 55 centros de datos en Virginia, EEUU, para ponerlo en perspectiva, el consumo energético medio anual, en 2021, de un hogar estadounidense se encontraba en 10,632 kilovatios anuales, esto implica que el consumo energético de AWS equivale a 1.4 millones de hogares estadounidenses. Por otra parte, también influyen estrategias de venta como la obsolescencia programada, la cual acorta de manera artificial la vida útil del dispositivo y se genera mucha más chatarra electrónica(Apple enfrentó demandas en Bélgica, EE.UU e Italia debido a actualizaciones de software, realizadas en 2017, que ralentizaban el rendimiento de modelos más antiguos como el iPhone 6 y 6S y provocarían que los usuarios tuvieran que reemplazar las baterías o adquirir nuevos dispositivos forzosamente).

#### Progreso durante el siglo
En los primeros años del siglo XXI, se produjo un desarrollo rápido de los servicios de Tecnologías de la Información y Comunicación (TIC) y de dispositivos electrónicos, en el cual los servidores de Internet se multiplicaron por un factor de 1000, llegando a 395 millones y aún siguen en aumento. Este aumento se puede explicar mediante la Ley de Moore, que defiende que el desarrollo de las TIC aumenta en un 16-20% cada año, por lo que, cada cuatro o cinco años, se irá duplicando en número. Este desarrollo de las TIC junto con las altas inversiones que se están demandando de sus productos capaces, también ha producido un alto impacto ambiental. El desarrollo de software y hardware, así como la producción, ya causaba en 2008 la misma cantidad de emisiones de CO2 que los viajes aéreos en todo el mundo
Existen dos caras de las TIC, las posibilidades ambientales positivas y las posibilidades ambientales negativas. En el lado positivo, hay estudios que han demostrado, por ejemplo, que en los países de la OCDE, se ha producido un decremento del 0.235% en el uso de energía debido a un aumento del 1% en el capital de las TIC. Por otro lado, cuanta más digitalización haya, más energía se consume, lo que significa que en los países de la OCDE, un aumento del 1% en el número de usuarios de Internet provoca un aumento del 0.026% en el consumo de electricidad per cápita, y en los países en desarrollo, el impacto es más de 4 veces mayor.
Según un reporte de la AIE de 2023, se proyecta un aumento en la demanda energética de hasta 30700 TWh globales anuales para 2030, lo que supone aproximadamente la mitad del consumo de energía de la última década. Cifras similares se ven también reflejadas en el informe más actualizado de McKinsey en su Global Energy Perspective 2024.

#### Consumo energético y emisiones de carbono de las TIC
El consumo global de dispositivos electrónicos se ha multiplicado por seis en los últimos 50 años, y ahora está entre el 3 y el 4% de todas las emisiones globales. Los centros de datos son el principal emisor de CO2 con el 45%, seguidos de la redes de telecomunicaciones con el 24%.
La contribución de las TIC a las emisiones de carbono globales se duplicó desde el 1-1.6% en 2007 al 3-3.6% en 2020 y se proyecta que siga aumentando, llegando al 14% en 2040. Sin embargo, esto es contando solo las emisiones directas y no las causadas por su creación o desechado.

## Usos problemáticos de las TIC
Investigaciones sobre el uso de TIC en jóvenes dan muestra de que más allá de los beneficios existen usos problemáticos que se desarrollan desde los ámbitos personal y escolar, comportamientos como: desperdiciar el tiempo de aprendizaje, copiar y compartir tareas de otros compañeros, distraerse y distraer a otros durante la clase, molestar a otros y hasta compartir imágenes sin consentimiento son algunos de estos aspectos a tener en cuenta.
El mal uso de las TIC, en jóvenes, puede conllevar otros problemas de salud (físicos y psicológicos) y puede afectar el rendimiento escolar de los estudiantes.
- Problemas de salud: Una larga exposición a los pequeños dispositivos con pantallas (teléfono inteligente, tableta, laptop) puede afectar al sistema músculo-esquelético debido a la inclinación del cuello durante su uso. Los que tienen ese problema postural, conocido como text neck (o tech neck), pueden padecer dolores cervicales y cefaleas y además pueden sufrir tensiones dorsales o a nivel de los hombros.[95]

- Problemas psicológicos: Un análisis sistemático sobre los efectos psicopatológicos (Elhai y cols., 2017), demuestra que la adicción al teléfono móvil se relaciona con la ansiedad, el estrés y la depresión. Pudiendo tener relaciones también con una baja autoestima de los jóvenes.[96]

- Bajo rendimiento escolar: También se ha visto que los jóvenes que experimentan una mayor adicción a las TIC duermen menos y tienen un peor rendimiento escolar en comparación con los jóvenes que hacen un uso moderado de las TIC.[97]

El uso de las TIC también aumenta la probabilidad de sufrir ciberataques, que son ataques informáticos que amenazan la privacidad y la información que contienen las computadoras. Los ataques son cada vez más avanzados e involucran a piratas informáticos de diferentes países con motivaciones financieras o militares.

## Uso responsable de las TIC
El uso responsable de las TIC implica el uso ético y consciente de estas tecnologías para evitar daños a uno mismo y a los demás. Aquí hay algunas pautas clave para fomentar el uso responsable de las TIC:
- Respeto a la privacidad: Respetar la privacidad de los demás es fundamental. No debemos divulgar información confidencial o imágenes de otras personas sin su consentimiento. Además, debemos tener cuidado al compartir información personal en línea y ajustar la configuración de privacidad en las redes sociales.[99][100]
- Seguridad en línea: La seguridad en línea es esencial para protegerse contra virus, malware y ataques cibernéticos. Mantener contraseñas seguras, actualizar software y utilizar antivirus son pasos clave para garantizar la seguridad en línea. [101]
- Comunicación respetuosa: La comunicación en línea debe ser respetuosa y considerada. Evitar el acoso, la difamación y el ciberbullying es esencial. Tratar a los demás en línea de la misma manera que lo haríamos en persona es una regla básica de cortesía.
- Veracidad de la información: Compartir información precisa y verificada es un principio importante del uso responsable de las TIC. La desinformación y las noticias falsas pueden tener consecuencias perjudiciales.
- Gestión del tiempo: El uso excesivo de las TIC puede afectar negativamente la productividad y la salud. Es importante establecer límites en el tiempo dedicado a las pantallas y equilibrarlo con actividades fuera de línea.
- Derechos de autor y propiedad intelectual: Respetar los derechos de autor y la propiedad intelectual es esencial al compartir contenido en línea. Evitar la piratería y el uso no autorizado de material protegido por derechos de autor es un deber ético. [102]